# カルロス・ヴェイガ
カルロス・ヴェイガ（Carlos Alberto Wahnon de Carvalho Veiga ポルトガル語発音: [ˈkaɾluz alˈbɛɾtu waˈnõ dɨ kɐɾˈvaʎu ˈvejɡɐ]、1949年10月21日-)は、カーボベルデの政治家。民主運動 （MpD）所属。1991年4月4日から2000年7月29日まで第2代首相を務めた。
ヴェイガは1949年10月21日にミンデロで生まれた。1990年にカーボベルデで民主化運動が起こり複数政党制が導入されるとヴェイガは野党である民主運動に参加し、1991年の選挙で民主運動が政権を握るとアントニオ・マスカレニャス・モンテイロ大統領のもとで首相を務めた。モンテイロが3選禁止規定によって大統領選に出馬できなくなったため、ヴェイガは民主運動の候補者として立候補するために辞任した。2001年2月の大統領においてGualberto do Rosárioを首相候補とし、野党のカーボベルデ独立アフリカ党 (PAICV) のペドロ・ピレス候補と大激戦を繰り広げたが、わずか17票差で敗れた。2006年には再び大統領選に立候補したものの、ピレスに再度敗れ去った。